# Heinrich Schumann (Landrat)
Heinrich Schumann (* 11. Januar 1881 in Magdeburg; † 1. September 1951) war ein deutscher Verwaltungsjurist.

## Leben
Schumann studierte an der Eberhard-Karls-Universität
Rechtswissenschaft. Am 2. Dezember 1899 wurde er im Corps Rhenania Tübingen recipiert. Als Inaktiver wechselte er an die Friedrich-Wilhelms-Universität zu Berlin und die Friedrichs-Universität Halle. 1902 wurde er zum Dr. iur. promoviert. 1908 bestand er die Prüfung als Regierungsassessor. Er zog 1914 in den Ersten Weltkrieg und wurde dreimal verwundet. Zuletzt war er Hauptmann und Batterieführer. 1915 wurde er Regierungsrat bei der Regierung in Frankfurt. Am 1. Januar 1918 kam er vertretungsweise, am 22. Februar 1920 endgültig als Landrat in den Kreis Insterburg. Nach dem Kapp-Putsch wurde er (wie die meisten Landräte in Ostpreußen) schon im März 1920 in den einstweiligen Ruhestand versetzt. Als Regierungsrat kam er nach Königsberg i. Pr. (1924) und Gumbinnen (1926). Seit 1928 Oberregierungsrat, wurde er 1932 nach Köln versetzt. Er wurde 1933 zum Regierungsdirektor ernannt und 1936 wieder nach Königsberg versetzt. Als er 1941 gerade nach Minden gekommen war, wurde er „wegen parteifeindlicher Einstellung“ amtsenthoben. Später lebte er in Köln und Bonn, wo er sich als Verwaltungsrechtsrat betätigte.
1918 heiratete er seine erste Frau Margarete aus Tykrigehnen. Sie starb 1935. Am 1. Juni 1940 heiratete er Maria-Theresa Adenauer verw. König, eine Nichte von Konrad Adenauer, der an Schumanns Beerdigung teilnahm.